# Gustavo Moscoso
Gustavo Segundo Moscoso Huencho (Oficina salitrera Pedro de Valdivia, 10 de agosto de 1955) es un exfutbolista chileno, quien representó a Chile en la Copa del Mundo 1982.Además de destacarse en Universidad Católica y la Selección Chilena fue un jugador muy reconocido en México, donde militó en clubes como Puebla,  Atlético Morelia y Tigres.

## Trayectoria
Debutó en el profesionalismo en la Universidad Católica, en el Campeonato de Segunda División, ante San Antonio Unido, en 1974. Al año siguiente fue fundamental en el retorno del club a la Primera División, destacando junto a otros jugadores como Alberto Fouilloux, Eduardo Bonvallet y Oscar Wirth, entre otros.
En la UC realizó grandes campañas personales, pese a que el equipo no rindió, aun cuando el club invirtió en la contratación de varios seleccionados nacionales, como Miguel Ángel Neira, Manuel Rojas o René Valenzuela.
En su paso por la UC, sólo tomando en cuenta el Campeonato Nacional de Primera División, Moscoso jugó 191 partidos marcando 18 goles.
Moscoso tras retirarse como futbolista radica en la ciudad de Puebla, México; en donde ha trabajado en universidades locales como entrenador. Entre 1999 y 2000 trabajo en la organización del Club Puebla como auxiliar técnico y entrenador algunos partidos del torneo Invierno 2000 al lado de Patricio Hernández, ambos por malos resultados fueron destituidos tras 7 jornadas. Años después se sumó al proyecto de Lobos de la BUAP a quienes dirigió en dos oportunidades los torneos de Clausura 2011 y el torneo Apertura 2013. En ambos casos fue destituido durante el trascurso de las temporadas por malos resultados.

## Selección nacional
Estos buenos desempeños le valieron los continuos llamados a la Selección Nacional, donde fue vicecampeón de la Copa América 1979. Su posición en la cancha fue la de puntero izquierdo, siendo figura clave en la clasificación de su selección al Mundial de España 82. Aunque en la cita mundialista Chile tuvo una pésima actuación (quedó eliminado en primera ronda, con 0 punto), Moscoso fue de los pocos rescatados por la prensa. Inclusive, hizo un notable gol al portero Harald Schumacher de Alemania Federal, en el epílogo del partido donde Chile cayó 1-4 ante los germanos.
Pese a su regularidad en España 82, el fracaso de la selección hizo que su figura se diluyera en futuras convocatorias. A ello se sumó su partida al fútbol mexicano, donde finalmente se retiró y radicó definitivamente.

### Participaciones en Copas del Mundo
| Mundial                        | Sede   | Resultado     |
| ------------------------------ | ------ | ------------- |
| Copa Mundial de Fútbol de 1982 | España | Primera Ronda |

### Participaciones en Eliminatorias Sudamericanas
| Eliminatorias                    | Equipo | Resultado   |
| -------------------------------- | ------ | ----------- |
| Eliminatorias Sudamericanas 1982 | Chile  | Clasificado |

### Participaciones en Copas América
| Torneo            | Sede     | Resultado  |
| ----------------- | -------- | ---------- |
| Copa América 1979 | Sin Sede | Subcampeón |

## Clubes

### Como jugador
| Club                 | País   | Año       |
| -------------------- | ------ | --------- |
| Universidad Católica | Chile  | 1972-1983 |
| Puebla               | México | 1983-1989 |
| Morelia              | México | 1989-1990 |
| Tigres UANL          | México | 1991-1992 |

### Como entrenador
| Club             | País   | Año       |
| ---------------- | ------ | --------- |
| Puebla           | México | 2000      |
| Lobos de la BUAP | México | 2011-2013 |

## Palmarés

### Torneos nacionales
| Título    | Club                 | País  | Año  |
| --------- | -------------------- | ----- | ---- |
| Primera B | Universidad Católica | Chile | 1975 |